# V/STOL
V/STOL(vertical and/or short take-off and landing) 또는 수직 단거리 이착륙기는 수직 또는 짧은 활주로에서 이착륙할 수 있는 항공기이다. 수직 이착륙기(VTOL)는 활주로가 전혀 필요하지 않은 V/STOL 항공기의 하위 집합이다. 일반적으로 V/STOL 항공기는 호버링이 가능해야 한다. 헬리콥터는 V/STOL 분류에 따라 고려되지 않는다. 이 분류는 공기를 계획하여 전방 비행에서 양력(힘)을 달성하여 일반적으로 헬리콥터의 성능보다 더 큰 속도와 연료 효율성을 달성하는 항공기인 비행기에만 사용되기 때문이다.
대부분의 V/STOL 항공기 유형은 1950년대부터 1970년대까지 실험적이거나 완전히 실패했다. 대량 생산된 V/STOL 항공기 유형에는 F-35B 라이트닝 II, 해리어기 및 V-22 오스프리가 포함된다.
경사로(스키 점프)를 사용하는 롤링 이륙은 항공기를 지상에서 들어올리는 데 필요한 추력의 양을 줄이고(수직 이륙에 비해) 주어진 추력에 대해 달성할 수 있는 탑재량과 범위를 늘린다. 예를 들어 해리어는 무기와 연료를 모두 적재한 상태에서 수직으로 이륙할 수 없다. 따라서 V/STOL 항공기는 일반적으로 가능한 경우 활주로를 사용한다. 즉. 단거리 이륙 및 수직 착륙(STOVL) 또는 재래식 이륙 및 착륙(CTOL) 작동이 VTOL 작동보다 선호된다.
V/STOL은 산림 개간지, 매우 짧은 활주로, 이전에는 헬리콥터만 운반할 수 있었던 소형 항공모함에서 고속 제트기를 작동할 수 있도록 개발되었다.
V/STOL 항공기의 주요 장점은 적과 더 가까운 위치에 있다는 점이며, 이는 응답 시간과 급유기 지원 요구 사항을 줄여준다. 포클랜드 전쟁의 경우 항공모함 캐터펄트를 장착한 대형 항공모함이 없어도 고성능 전투기 공중 엄호와 지상 공격이 가능했다.